# Papier (revue)
Pour les articles homonymes, voir Papier (homonymie).
Papier est une revue de bande dessinée créée par Yannick Lejeune et Lewis Trondheim dont la parution, annoncée comme trimestrielle, s'est révélée irrégulière. Elle est éditée par Delcourt dans la collection « Shampooing » entre septembre 2013 et juin 2015.

## Présentation
La création de Papier répond au désir des auteurs de s'essayer à un nouveau format de revue.
La revue est éditée par Delcourt dans la collection « Shampooing » avec un premier numéro sorti le 18 septembre 2013. La parution de la revue se stoppe avec le sixième numéro sorti le 17 juin 2015.
Chaque numéro présente plusieurs histoires courtes scénarisées et dessinées autour d'un thème « mystère » par différents auteurs de bande dessinée, débutants et confirmés, parmi lesquels Bastien Vivès, Lewis Trondheim, Pénélope Bagieu, Guy Delisle ou encore Boulet.
Selon Lewis Trondheim, « les histoires peuvent être gaies ou tristes, des auto-biographies ou des fictions… À chaque histoire, on ne sait pas sur quoi on va tomber. ».

## Liste des numéros
| no | Original          | Original          |
| no | Date de sortie    | ISBN              |
| --- | ----------------- | ----------------- |
| 1 | 18 septembre 2013 | 978-2-7560-4139-1 |
| Thème du volume : « Un animal est mort »Liste des chapitres : 1. L'enfant, Bastien Vivès 2. Richard et le cimetière, Lewis Trondheim 3. À renard et demi, Dylan Meconis 4. Le parc, Jean Bourguignon 5. Le général lapin, Jennifer Meyer 6. Pan ! Dans les dents de lait, Elosterv 7. Pet Killer, Grégory Panaccione 8. Histoire d'oiseau, Jérôme Anfré 9. Sale clebs, Florence Dupré la Tour |                   |                   |
| 2 | 29 janvier 2014   | 978-2-7560-4205-3 |
| Thème du volume : « La famille »Liste des chapitres : 1. Trois jours, Pénélope Bagieu 2. Richard et les enfants d'Abraham, Lewis Trondheim 3. Mon court sur pattes, Juan Saenz Valiente 4. L'abattoir, Le Cil Vert 5. Papa est formidable, Elosterv 6. Le monstre, Martin Singer 7. Merveilles, Joe Decie 8. Nos armoires, Jimmy Beaulieu 9. Manque, Fortu 10. Misanthropie, Max Aguirre 11. Karé, Lewis Trondheim 12. Chokita, Eloar Guazzelli 13. La mémoire du père, Julien Frey et Dominique Mermoux |                   |                   |
| 3 | 4 juin 2014       | 978-2-7560-5311-0 |
| Thème du volume : « L'objet magique est cassé »Liste des chapitres : 1. Maudit Royaume, Boulet 2. Il est à moi !, Elosterv 3. Monsieur Gonflable, Dup 4. Le Mot des parents, Geoffroy Monde 5. Les Influences, Victor Hussenot 6. Woods and Guts, Thibaut Lambert et Salva 7. Une histoire de clé, Jérôme Anfré 8. Nest, Lorena Alvarez 9. Le Plus Beau Métier du monde, Zviane 10. Kakeyo, Boris Peeters 11. La Fiancée de Mr Chose, Xcabanter et Salva 12. Sfessania, Georgio Albertini 13. SETI Amateur, Max de Radiguès 14. La Ballade du métro, Ileana Surducan 15. Richard et les quasars, Lewis Trondheim                  |                   |                   |
| 4 | 10 septembre 2014 | 978-2-7560-5310-3 |
| Thème du volume : « Les œuvres d'art »Liste des chapitres : 1. Le vernissage, Guy Delisle 2. Le choix du sujet, Gova 3. Exponentiel, Grégory Panaccione et Julien Frey 4. Le robot et l'oiseau, Rafael Correa 5. William Steig, Max de Radiguès 6. Est-ce de l'art ?, Roman Muradov 7. Regulus Regulus, Florent Sacré 8. Critique, Victor Hussenot 9. Panique pariétale, Oriane Lassus 10. École, Fortu 11. Librairie, Fortu 12. À la place, Martin Sztajman 13. Auto-stop, Dominique Mermoux 14. Le prix de l'art, Francis Desharnais 15. Karé, Lewis Trondheim 16. La chaise de Thomas Busby, Grégory Panaccione et Julien Frey |                   |                   |
| 5 | 28 janvier 2015   | 978-2-7560-6498-7 |
| Liste des chapitres : 1. Partie de pétanque, Grégory Panaccione 2. Frapper, Martin Singer 3. Le Film, Sam Peeters 4. Autobiografica, Sama 5. Oxymore, Netch 6. Autobiographie réelle et véridique, Vincent Lefèbvre 7. Poissons d'aquarium, Caeto 8. La Pomme, Davy Mourier 9. Coyote hurlant dans la nuit, Stéphane Ollier 10. Shogo et les chiens, Timothé Le Boucher 11. Le Chasseur, Ohm 12. Catherine, Grégory Panaccione 13. Tee-shirt, Dominique Mermoux et Julien Frey |                   |                   |
| 6 | 17 juin 2015      | 978-2-7560-6499-4 |
| Liste des chapitres : 1. L'Événement, Marc-Antoine Mathieu 2. Richard et la salle d'attente, Lewis Trondheim 3. La fourchette d'Or, Geoffroy Monde 4. Mutato, Pluie Acide 5. Une corde pour deux, Li-An 6. 9 mois, Fortu 7. H.L.M., Fortu 8. Vocation, Fortu 9. Istanbul, Joann Sfar 10. Ghostology, Fumio Obata 11. Cendre, Grégory Panaccione |                   |                   |